# 橡树山中学
橡树山中学是位于美國马萨诸塞州牛顿的一所公立中学。是牛顿的四所中学里的其中一所。曾因为入学人口下降而停办，后重新启用。现任校长为约翰·哈鲁图尼博士。

## 历史
橡树山中学拥有悠久的历史，最初设计的时候可以追溯到1900年代。学校位于马萨诸塞州牛顿的橡树山村。随着1920年代和1930年代人口的增加和发展，有必要建造一所新学校。早在1929年，牛顿市长 Edwin O. Childs 就建议需要一所新学校来帮助橡树山发展；然而，新学校的土地直到1935年才被市政府收购。学校的建设计划还包括建立一个新图书馆。建筑部分由联邦政府拨款支付。
最初在1936年建立的学校的学校于1984年关闭，当时牛顿的入学人数正在下降。该建筑被租给所罗门谢赫特日间学校和蒙台梭利学校。由于牛顿的入学人数增加，学校于1997年9月重新开放为橡树山中学。翻修包括拆除大楼的西侧，并增加了一个新的侧翼以容纳614名学生。在2020年夏天，政府决定拨款给学校建设新的翼楼并在2021年完工。在2021-22学年开始时，它将包括三个新教室、公共区域、一个小组工作区、两个办公室和两个洗手间，以及一个新的健身房。橡树山中学的第一任校长是马文·夏皮罗先生。Hank Van Putten 先生于2004年至2009年担任校长。Eva Thompson 女士从2009年起担任校长，直至2013年退休。目前，John Harutunian 博士是橡树山中学的校长。

## 建築
橡树山学校和图书馆建于1936年，由 Densmore、Le Clear和Robbins 公司设计，最初的学校建在Wheeler路上，基于矩形平面图。该建筑有两层楼和一个地下室，东侧包括一个图书馆翼楼（现用作美术室），与学校主楼相连。与这一时期的许多学校一样，橡树山以乔治亚复兴风格建造，具有鲜明的建筑特色和美丽的外部细节。它由红砖建造，并饰有檐口以及铸石门窗。主楼包括一个四坡屋顶，图书馆翼有一个山墙屋顶。主楼在街道的每一侧都有对称放置的门。大门和门上方的窗户都有在周围放置铸石。

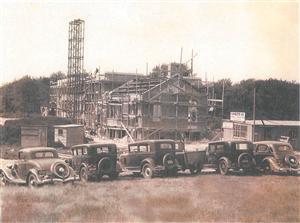
橡树山中学施工现场

## 學生
截至2022年5月14日，共有661人注册此学校。师生比例是10.6:1。
| 亚裔  | 白人  | 非裔美国人 | 西班牙裔 | 混血种族（非西班牙裔） |
| ----- | ----- | ---------- | -------- | ---------------------- |
| 23.8% | 55.8% | 5.9%       | 8.3%     | 6.2%                   |

在学术方面，橡树山中学在英文，数学以及科学平均分都高于整个马萨诸塞州且在数学以及科学平均分高于整个牛顿学区。

## 事件
2001年4月27日凌晨4:30，一辆载有42名学生和6名教师的大巴车在加拿大新不伦瑞克省的一个高速公路坡道上滑下，造成四名学生被甩出车外并当场死亡，数人受伤。当时，橡树山中学乐队正要前往新斯科舍省的一所中学去表演，车上大部分人都已经睡着。根据加拿大警方的调查，司机因错过了原定的出口后猛打方向盘导致车辆失控。当时车辆还严重超速。因为以上种种原因才导致了这场悲剧。
2022年3月8日，牛顿公立学区负责人大卫·弗莱什曼（David Fleishman）公布74名潜在的教职员工职位削减的消息。不过，该地区的2023年的预算比2022年增加了近900万美元。 根据弗莱什曼的说法，削减预算的的主要原因是400万美元的预算缺口。平衡学校预算遵循马萨诸塞州的法律。这一举动引起了包括橡树山中学在内的教职工们不满，老师们在窗户的边上和车窗户上都贴上了抗议标语。

## 外部連結
橡树山中学网站 （页面存档备份，存于）